# Henicorhina leucophrys
Henicorhina leucophrys е вид птица от семейство Troglodytidae.

## Разпространение
Видът е разпространен в Боливия, Венецуела, Гватемала, Еквадор, Колумбия, Коста Рика, Мексико, Никарагуа, Панама, Перу, Салвадор и Хондурас.